# Acer tataricum
Espèce
Classification APG III (2009)
Acer tataricum, l'Érable de Tartarie, est une espèce du genre Acer (les érables) et de la section Ginnala. Elle fait partie de la famille des Aceraceae selon la classification classique, ou de celle des Sapindaceae selon la classification phylogénétique.

## Répartition
Cette espèce est spontanée de l'est de l'Europe et d'Asie tempérée.
Introduite en Amérique du Nord, l'espèce y est potentiellement invasive et nuisible en l'absence de contrôle, du fait que ses graines germent très rapidement.

## Sous-espèces
Cette espèce comprend plusieurs sous-espèces :

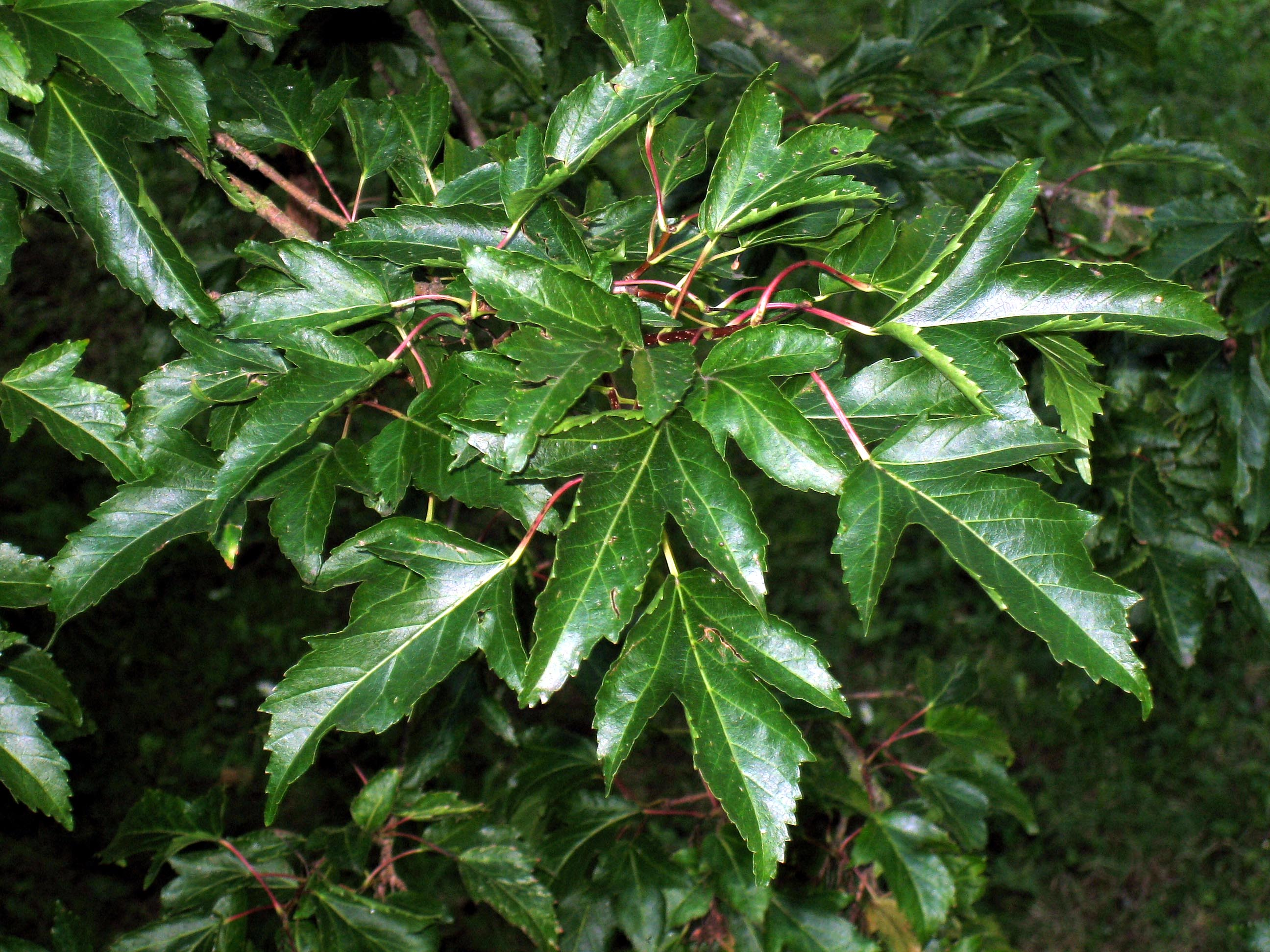
Acer tataricum subsp. tataricum L. - l'érable de Tartarie - Originaire du sud de la Russie et du Caucase
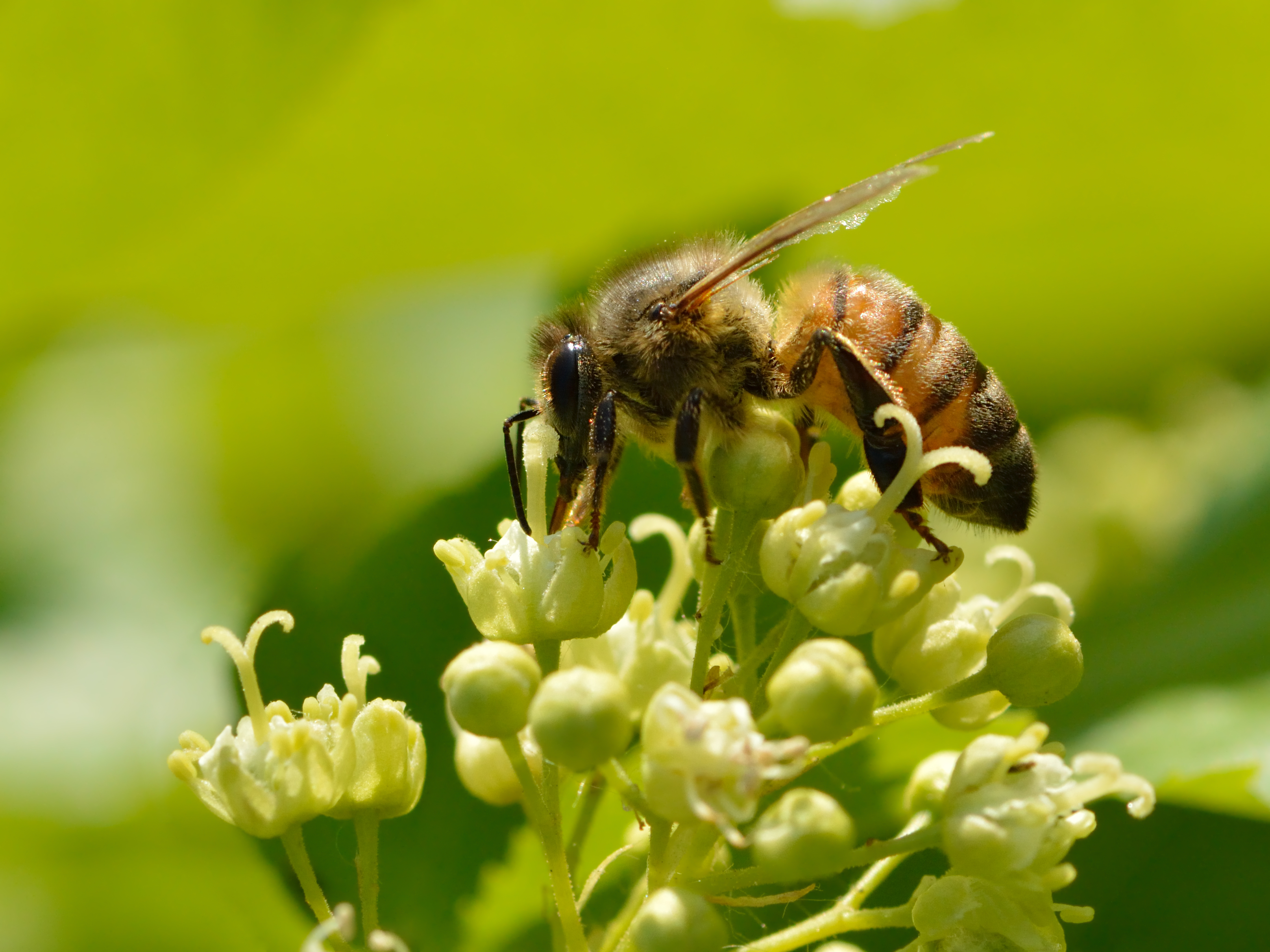

- Acer tataricum subsp. aidzuense (Franch.) P.C.DeJong - Originaire du Japon
- Acer tataricum subsp. ginnala (Maxim.) Wesm. - Originaire du nord-est de la Chine, Mandchourie, Corée, Japon. Parfois appelée Érable du fleuve Amour ou Érable de l'Amour (l'Amour le fleuve).
- Acer tataricum subsp. semenovii (Regel & Herder) A.E.Murray - Originaire du Turkestan jusqu’en Chine